# Jan-Moritz Lichte
Jan-Moritz Lichte (* 12. Januar 1980 in Kassel) ist ein deutscher Fußballtrainer. Als Spieler war er seit seiner Jugend bis ins Jahr 2007 für den KSV Baunatal aktiv. Von 2021 bis 2023 war er Co-Trainer der türkischen Nationalmannschaft. Zuvor war er unter anderem Mitglied des Trainerteams des 1. FSV Mainz 05 und dort Ende 2020 kurzzeitig Cheftrainer.

## Karriere

### Als Spieler
Lichte begann seine aktive Karriere in der Jugend des KSV Baunatal. Im Jahre 1998 schaffte er den Sprung in die erste Mannschaft. In neun Spielzeiten spielte der Mittelfeldspieler 258-mal in der viertklassigen Oberliga Hessen. Zur Saison 2007/08 wechselte Lichte zur zweiten Mannschaft des SC Paderborn 07. Im April 2009 beendete er im Alter von 29 Jahren seine aktive Karriere.

### Als Trainer und Funktionär
Nach dem Ende seiner Spielerkarriere wurde Lichte als Co-Trainer Mitglied des Trainerteams der ersten Mannschaft des SC Paderborn unter André Schubert. Im Sommer 2011 folgte er Schubert in gleicher Funktion zum FC St. Pauli. 2011 absolvierte Lichte seine Prüfung als Fußballlehrer als Lehrgangsbester. An dem Lehrgang an der Hennes-Weisweiler-Akademie hatte er unter anderem zusammen mit Sascha Lewandowski teilgenommen.
Ab der Saison 2012/13 war Lichte Co-Trainer des Fußball-Bundesligisten Bayer 04 Leverkusen unter dem Trainergespann Sascha Lewandowski und Sami Hyypiä. Dort blieb er bis zum Sommer 2014. Zur Saison 2014/15 schloss er sich Hannover 96 zunächst als Co-Trainer unter Michael Frontzeck an und übernahm nach dessen Freistellung dort in der folgenden Saison die Leitung der Nachwuchsabteilung.
Ab der Saison 2017/18 war er Co-Trainer beim 1. FSV Mainz 05. Am siebten Spieltag der Bundesliga der Saison 2019/20 war er im Spiel gegen den SC Paderborn wegen einer roten Karte gegen Cheftrainer Sandro Schwarz am vorherigen Spieltag verantwortlicher Trainer seiner Mannschaft. Nach der Freistellung von Schwarz im November 2019 behielt auch dessen Nachfolger Achim Beierlorzer Lichte als Co-Trainer. Ende September 2020 übernahm Lichte das Team nach der Beurlaubung von Achim Beierlorzer als Cheftrainer. Am 28. Dezember 2020 wurde er im Zuge einer Neuausrichtung, bei der Christian Heidel als Sportvorstand und Martin Schmidt als Sportdirektor zum Verein zurückkehrten, freigestellt. Zu diesem Zeitpunkt stand die Mannschaft nach dem 13. Spieltag mit 6 Punkten auf dem 17. Platz, wobei der Rückstand auf den Relegationsplatz 4 Punkte betrug, und war kurz zuvor im Elfmeterschießen gegen den Zweitligisten VfL Bochum aus dem DFB-Pokal ausgeschieden. Lichtes bis 2022 datierter Vertrag mit Mainz 05 wurde Ende September 2021 aufgelöst.
Vom 27. September 2021 bis zum 20. September 2023 war er gemeinsam mit Kenan Koçak Co-Trainer der türkischen Nationalmannschaft unter Cheftrainer Stefan Kuntz.

## Privates
Im Jahre 2008 schloss Lichte sein Studium der Sportwissenschaften an der Universität Paderborn mit 1,0 ab. Sein jüngerer Bruder Henning spielte in der Saison 2004/05 für die zweite Mannschaft von Mainz 05 in der Regionalliga Süd.